# Bananas!*
Bananas!* ist ein Dokumentarfilm des schwedischen Filmemachers Fredrik Gertten aus dem Jahr 2009.
Thema der Dokumentation ist der Rechtsstreit zwischen dem Unternehmen Dole Food Company und Plantagenarbeitern aus Nicaragua (Fall: „Tellez gegen Dole“) über den Einsatz des Pestizids DBCP und seine schädigende Wirkung auf die Fruchtbarkeit der Arbeiter.
Bereits im Jahr 2009 versuchte die Firma Dole die Aufführung des Dokumentarfilms Bananas!* zu verhindern. Nach der Aufführung des Films auf dem Los Angeles Film Festival im Juni 2009 verklagte die Firma Dole den schwedischen Filmemacher Gertten am 8. Juli wegen Verleumdung. Am 15. Oktober 2009 wurde die Klage wieder fallen gelassen, nachdem der Film aus dem Wettbewerb des Festivals genommen wurde. Ende 2010 entschied ein Gericht in Los Angeles zu Gunsten der Filmcrew und genehmigte damit die Veröffentlichung des Films auch in den USA.
Im Film wird dem Unternehmen vorgeworfen, das giftige und mittlerweile verbotene Schädlingsbekämpfungsmittel DBCP illegal auf deren Plantagen angewendet zu haben. Umweltschützer von Greenpeace behaupteten, wer Produkte der Firma kaufe, leiste Beihilfe zur Zensur gegenüber kritischen Medien. So wie die Dokumentation, werfen auch die Autoren des Schwarzbuch Markenfirmen dem Konzern „Ausbeutung von Plantagearbeitern, Einsatz von gefährlichen Pflanzengiften und Kinderarbeit“ vor.
Gertten hat 2011 über den Rechtsstreit den Film Big Boys Gone Bananas!* gedreht.